# Bilel Afer
Bilel Afer (* 11. Februar 2001) ist ein algerischer Leichtathlet, der sich auf den Hochsprung spezialisiert hat.

## Sportliche Laufbahn
Erste Erfahrungen bei internationalen Meisterschaften sammelte Bilel Afer im Jahr 2017, als er bei den Arabischen-U18-Meisterschaften in Radès keinen gültigen Versuch zustande brachte. Im Jahr darauf siegte er mit 2,06 m bei den Afrikanischen Jugendspielen in Algier und nahm anschließend an den Olympischen Jugendspielen in Buenos Aires teil und gelangte dort auf Rang zwölf. 2019 gewann er bei den Juniorenafrikameisterschaften in Abidjan mit 2,06 m die Silbermedaille und 2022 siegte er mit neuer Bestleistung von 2,24 m bei den Mittelmeerspielen in Oran. Anschließend belegte er bei den Islamic Solidarity Games in Konya mit 2,11 m den fünften Platz. Im Jahr darauf siegte er mit 2,09 m bei den Arabischen-U23-Meisterschaften in Radès, ehe er bei den Panarabischen Spielen in Algier mit 2,13 m den vierten Platz belegte. Im August verpasste er bei den World University Games in Chengdu mit 2,10 m den Finaleinzug.
2022 wurde Afer algerischer Meister im Hochsprung.

## Persönliche Bestleistungen
- Hochsprung: 2,24 m, 1. Juli 2022 in Oran
  - Hochsprung (Halle): 2,18 m, 11. Februar 2023 in Miramas